# Neil Martin (Radsportler)
Neil Martin (* 1. April 1960 in Birmingham) ist ein ehemaliger britischer Radrennfahrer und nationaler Meister im Radsport.

## Sportliche Laufbahn
Martin war im Straßenradsport aktiv. 1979 wechselte er mit dem Australier Phil Anderson nach Frankreich zum Verein Athletic Club de Boulogne-Billancourt.
Er war Teilnehmer der Olympischen Sommerspiele 1980 in Moskau. Im olympischen Straßenrennen wurde er als 49. klassiert.
Bei den Olympischen Sommerspielen 1984 in Los Angeles beendete er das olympische Straßenrennen nicht.
1984 siegte er in der nationalen Meisterschaft im Straßenrennen der Amateure vor Peter Longbottom. Weitere Siege gelangen ihm im Grand Prix Des Issambres 1979, im Etappenrennen Flèche du Sud 1982, im Eintagesrennen Lincoln Grand Prix 1984, in der Tour of Delyn 1986 sowie im Saltburn Classic 1987. Etappensiege holte Martin im Rás Tailteann 1980 (zweifach), in der Tour of Britain 1983 und 1986, im Flèche du Sud 1983, in der Tour of Wales 1988 sowie bei den 3 Girvan – Easter Three Day 1991. 1982 gewann er die Bergwertung in der Tour of Scotland. Zweiter wurde er 1980 in der nationalen Straßenmeisterschaft und im Rennen Whittingham Homes Two Day. Den dritten Platz belegte er 1984 in der Star Trophy und 1985 im Shrewsbury Grand Prix.
Ab 1985 startete er als Berufsfahrer.

## Berufliches
Nach seiner aktiven Karriere war er als Trainer und Manager im Nachwuchsradsport tätig. 2015 wurde er Sportlicher Leiter im Radsportteam SAG Racing Team, später bei An Post-Chain Reaction.

## Familiäres
Sein Sohn Daniel Martin wurde ebenfalls Radrennfahrer. Neil Martin ist der Schwager von Stephen Roche und Schwiegervater von Jess Andrews.